# Chim cánh cụt Galápagos
Chim cánh cụt Galápagos (danh pháp hai phần: Spheniscus mendiculus) là một loài chim trong họ Spheniscidae. Đây là một loài chim cánh cụt loài đặc hữu của quần đảo Galapagos. Loài chim cánh cụt này chỉ sinh sống ở phía bắc của đường xích đạo trong hoang dã. Chúng có thể sống sót nhờ vào nhiệt độ mát mẻ từ dòng hải lưu Humboldt và vùng nước mát từ dưới sâu được dòng hải lưu Cromwell mang lên bề mặt. Chim cánh cụt Galapagos là một trong những loài chim cánh cụt spheniscus, các loài khác trong nhóm này chủ yếu là sống ở các bờ biển châu Phi và lục địa Nam Phi.
Chúng ăn các loại cá nhỏ, chủ yếu là cá đối và cá mòi, và đôi khi là động vật giáp xác. Chúng thường chỉ sinh sống cách nơi sinh sản vài km. Nhiệt độ không khí ở Galápagos nằm trong khoảng 15 đến 28 °C. Trong mùa bão, chim cánh cụt dường như ngừng sinh sản vì thức ăn của chúng trở nên khan hiếm.

## Phân bố

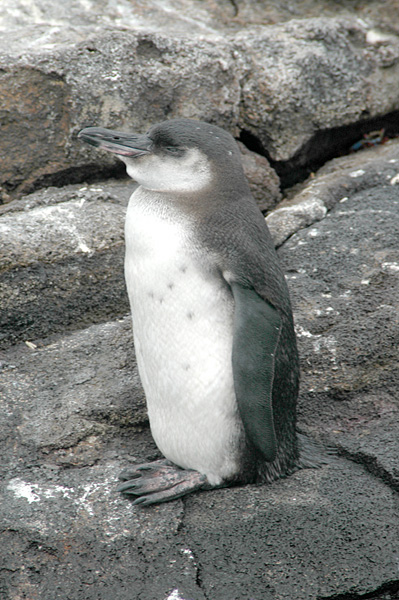
Chim cánh cụt Galápagos non.

Chim cánh cụt Galápagos chủ yếu được tìm thấy tại Đảo Fernandina và bờ tây của đảo Isabela, nhưng có một số lượng nhỏ rải rác trên các đảo khác thuộc quần đảo Galápagos.
Trong khi 90% số chim cánh cụt Galápagos sống ở các đảo phía tây của Fernandina và Isabela, chúng cũng xuất hiện trên Santiago, Bartolomé, phía bắc Santa Cruz và Floreana. Cực bắc của đảo Isabela vắt ngang qua xích đạo, tức là một số chim cánh cụt Galápagos sống ở bán cầu phía bắc, chúng là loài chim cánh cụt duy nhất như thế.